# Stała Meissela-Mertensa

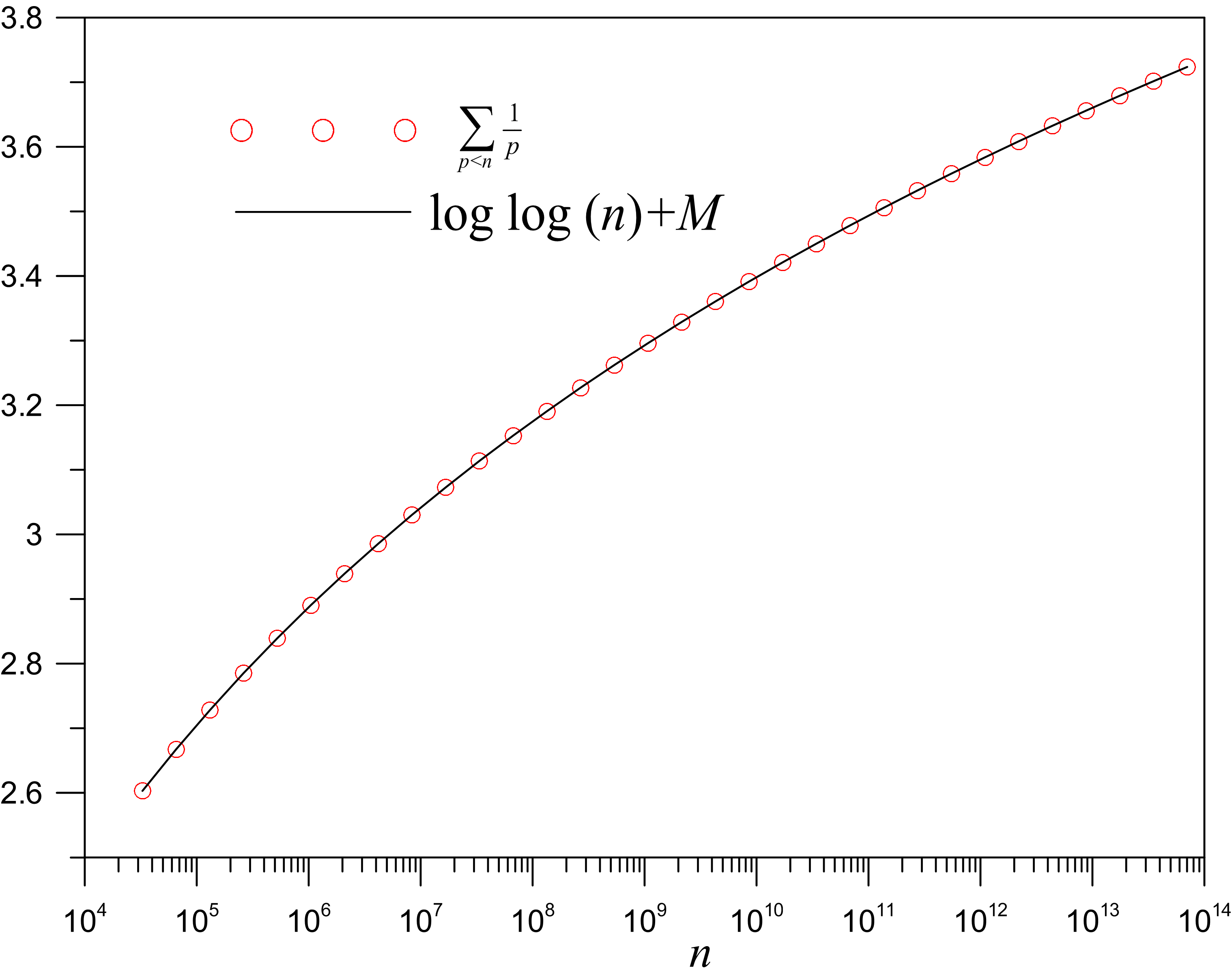
Wykres sumy harmonicznej po liczbach pierwszych do i przybliżenia Mertensa.

Stała Meissela-Mertensa to stała matematyczna, która wykorzystywana jest głównie w teorii liczb. Zdefiniowana jest jako granica różnicy sumy szeregu harmonicznego ograniczonego do liczb pierwszych i logarytmu naturalnego z logarytmu naturalnego:
{\displaystyle M=\lim _{n\to \infty }\left(\sum _{p\leqslant n}{\frac {1}{p}}-\ln(\ln(n))\right)=\gamma +\sum _{p}\left[\ln \left(1-{\frac {1}{p}}\right)+{\frac {1}{p}}\right],}
gdzie {\displaystyle \gamma } jest stałą Eulera, której definicja jest podobna, z tą różnicą, iż suma brana jest po wszystkich liczbach naturalnych (nie tylko pierwszych).
Fakt użycia podwójnego logarytmu można traktować jako konsekwencję twierdzenia o liczbach pierwszych i definicji stałej Eulera.
Przybliżona wartość stałej wynosi:
M ≈ 0,261497212847642783755426838608695859...
Stała ta bywa nazywana stałą Mertensa. W literaturze spotyka się także określenia stała Kroneckera i stała Hadamarda-de la Vallée-Poussina.